# Aprosdoketophis andreonei
Genre
Espèce
Aprosdoketophis andreonei, unique représentant du genre Aprosdoketophis, est une espèce de serpents de la famille des Colubridae.
Un serpent colubroïde aglyphe représentant un nouveau genre et une nouvelle espèce est décrit de Somalie. C'est une forme terrestre qui habite les forêts xérophiles. Une comparaison avec les genres africains et extralimitaux indique que ses relations se situent avec l'opisthoglyphe Boiginae et que son parent le plus proche est Crotaphopeltis.

## Répartition
Cette espèce est endémique de Somalie.

## Étymologie
Son nom d'espèce lui a été donné en l'honneur de Franco Andreone, zoologiste italien.

## Publication originale
- Wallach, Lanza & Nistri, 2010 : Aprosdoketophis andreoni, a new genus and species of snake from Somalia (Serpentes: Colubridae: Boiginae). African Journal of Herpetology, vol. 59, n. 2, p. 95-110